# Melora
Melora (v anglickém originále Melora) je v pořadí šestá epizoda druhé sezóny seriálu Star Trek: Stanice Deep Space Nine.

## Příběh
Na stanici přichází praporčík Melora Pazlar, Elysianka, jejíž druh je zvyklý na nízkou gravitaci. Jejich tělo není stavěné na obvyklou gravitaci a tak používá vnější mechanické zařízení na odlehčení zátěže, případně invalidní vozík. V přidělené kajutě si však může gravitaci regulovat i zcela vypnout. Kvůli své výjimečnosti je Melora vznětlivá, hádavá a trvá na tom, aby jí nebyly poskytovány žádné výhody. Nicméně doktor Julian Bashir se dokáže dostat skrze tyto její psychologické bariéry a s Melorou se do sebe zamilují.
Mezitím se Quark chystá uzavřít jakýsi velmi výnosný obchod s historickými artefakty s mužem jménem Ashrock, objeví se však jeden starý známý, Fallit Kot. Kot tvrdí, že přijel na stanici vyrovnat starý dluh. Odo má podezření, že Quark prodal Kota, když byli před osmi lety chyceni při krádeži, a Kot se vrátil, aby bývalého komplice zabil. Při výslechu však Kot Odovi popře, že by měl vůči Quarkovi nepřátelské úmysly.
Bashir za nějakou dobu vyvine proceduru nervosvalové stimulace, díky níž by se mohla Melora trvale přizpůsobit obvyklé gravitaci a nemusela používat žádné pomůcky. I když první výsledky jsou slibné, Melora si není jistá, zda je to to, co chce, protože by potom už nemohla žít na své domovské planetě. Během průzkumné mise do Gamma kvadrantu přirovnává Jadzia Dax její situaci k malé mořské víle.
Na DS9 zaútočí Kot na Quarka v jeho kajutě, ale Quark mu nabídne úplatek 199 prutů latinia (které by získal za obchod s Ashrockem), když ho nechá naživu. Kot přijímá a společně jdou za Ashrockem. Quark uzavře obchod, ale Kot Ashrocka zastřelí a vezme si latinium i artefakt. Kot se dá i s Quarkem na útěk a dostanou se na runabout s Melorou a Dax. Kot všechny tři vezme jako rukojmí.
Komandér Benjamin Sisko nařídí zachytit loď vlečným paprskem. Kot požaduje uvolnění a vystřelí na Meloru, aby ukázal, že mu na životech rukojmí nezáleží. Sisko loď propustí a spolu s Bashirem a O'Brienem loď pronásledují v runaboutu Rio Grande skrze červí díru. Kot nařídí Dax střílet na Rio Grande, ale ona odmítne a všimne si, že Melora je naživu a plazí se k ovladači gravitace, kterou se jí podaří vypnout, a jelikož je v nízké gravitaci jako doma, přemůže Kota. Oba runabouty se vrátí na stanici.
Melora se definitivně rozhodne nepodstoupit proceduru, kterou vymyslel Julian, a společně jdou na večeři do klingonské restaurace, kde měli první schůzku.

## Zajímavosti
- Postava Melory Pazlar měla být původně vědeckým důstojníkem Deep Space Nine, ale kvůli množství technických problémů se producenti nakonec rozhodli pro postavu Jadzie Dax.
- Na planetě Elaysia, ze které Melora pochází, se odehrává startrekovský román Gemworld Johna Vornholta, sama Melora je jednou z pravidelných postav knižní série Star Trek: Titan.